# Фудбалски савез Индије
Фудбалски савез Индије (хинд. अखिल भारतीय फुटबॉल महासंघ, All India Football Federation (AIFF) }}) је национално управно тело за фудбал у Индији. Члан је ФИФА, међународног руководећег тела за фудбал и повезан је са Азијском фудбалском конфедерацијом.
Придружен је Министарству омладине и спорта, Влади Индије и члан је Јужноазијске фудбалске федерације. Мушким и женским репрезентативним фудбалским тимовима Индије управља АИФФ, представљају Индију на разним међународним фудбалским турнирима.
АИФФ управља, санкционише, спроводи, заказује и води све фудбалске турнире и лиге на националном нивоу у Индији, укључујући индијску Супер лигу, И-лигу, И-лигу 2, И-лигу 3, Сантош трофеј, индијску женску лигу, сениорску лигу за жене Првенство у фудбалу, Првенство клубова у малом фудбалу, Суперкуп, Омладинска лига и др. Савез такође индиректно управља локалним фудбалским такмичењима преко својих савеза држава чланица.
АИФФ-ови одбори за фудбал на песку и футсал надгледају развој ових спортова у Индији.

## Историја
Пре формирања Свеиндијске фудбалске федерације (АИФФ), де факто владајуће тело за фудбалске асоцијације у Индији била је Индијска фудбалска асоцијација (ИФА). ИФА је основана 1893. године и водила је фудбал у региону Бенгала. Савезом су углавном управљали Енглези и служила је као најмоћније фудбалско тело у земљи током раног 20. века.
ИФА је 1935. године започела напоре да се формира фудбалски савез широм земље када су се савез, као и седам других асоцијација, састали на конференцији, али није било могуће постићи консензус. Након што су разлике у мишљењима и други сукоби разријешени, одржан је састанак у марту 1937. који ће послужити као почетак почетка АИФФ-а. АИФФ је званично основан 23. јуна 1937. након што су се представници девет регионалних фудбалских савеза састали у штабу војске у Шимли. Наиме, девет регионалних фудбалских савеза били су чланице ИФА, „Одбор за контролу војног спорта”, Фудбалски савез Северозападне Индије, Олимпијско удружење Бихара, ВИФА, Фудбалски савез Мадраса, Спортски контролни одбор Уједињених провинција, Фудбалски савез Мајсора и Фудбалски савез Аџмера и Мевара.
Након покретања националног фудбалског савеза, идеја о фудбалској репрезентацији Индије није добила велики замах све до стицања независности Индије 1947. године.  Одабрани индијски тимови су учествовали на турнејама по Аустралији, Бурми, Авганистану и Јужној Африци, али ниједан није био званично део националног тима. Године 1948, годину дана након независности и 11 од формирања као фудбалска асоцијација, АИФФ је постао члан ФИФА-е, водећег тела за фудбал широм света. Касније те године, репрезентација је званично формирана и учествовала је на свом првом званичном турниру, Летњим олимпијским играма 1948. године.

## Суспензија
Савет ФИФА је 16. августа 2022. године једногласно одлучио да суспендује Свеиндијску фудбалску федерацију са тренутним дејством због непримереног утицаја трећих страна, што представља озбиљно кршење Статута ФИФА. Као резултат тога, Индија је била привремено искључена из наредног „АФК Азијског купа” док суспензија није укинута пре почетка турнира. Као одговор на забрану, АИФФ је пристао да одржи изборе 2. септембра како би обновио учешће Индије у ФИФА-и након што добије нову администрацију. ФИФА је 27. августа укинула суспензију Индији, након што је влада пристала да прекине своје мешање у АИФФ, дозвољавајући администрацији АИФФ-а да настави активности.